# Balbasava
Balbasava (vitryska: Балбасава) är en köping i Vitryssland.   Den ligger i voblasten Vitsebsks voblast, i den nordöstra delen av landet, 190 km öster om huvudstaden Horad Mіnsk. Balbasava ligger 202 meter över havet och antalet invånare är 3 529.

## Natur och klimat
Terrängen runt Balbasava är platt. Runt Balbasava är det ganska tätbefolkat, med 104 invånare per kvadratkilometer.. Närmaste större samhälle är Orsja, 12,7 km nordost om Balbasava.
Omgivningarna runt Balbasava är en mosaik av jordbruksmark och naturlig växtlighet.  Trakten ingår i den hemiboreala klimatzonen. Årsmedeltemperaturen i trakten är 3 °C. Den varmaste månaden är juli, då medeltemperaturen är 18 °C, och den kallaste är februari, med −12 °C.